# Maria Àngels Olmedo Delestal
Maria Àngels Olmedo Delestal   (Figueres, 4 de març de 1958) és una política catalana, presidenta provincial del Partit Popular de Girona.
En les eleccions municipals de 2011 va ser l'alcaldable del Partit Popular a la seva ciutat natal, Figueres. En aquestes eleccions el Partit Popular va obtenir tres regidors, sent per primera vegada segona força de l'Ajuntament de Figueres, convertint-se Olmedo en la cap de l'oposició dels governs de Vila i Felip.
Va repetir com a alcaldable en les eleccions municipals de 2015 i en les de 2019. Sent regidora a l'Ajuntament de Figueres durant vuit anys, de 2011 a 2019, exercint també com a portaveu del grup municipal del Partit Popular.
En les eleccions al Parlament de Catalunya de 2017 va encapçalar la llista del Partit Popular en la circumscripció de Girona. I en les eleccions generals espanyoles de 2019 va ser candidata al Senat. El desembre de 2019 va ser elegida Presidenta provincial del Partit Popular de Girona.
Al maig del 2021 va ser substituïda per Jaume Veray com a presidenta del PP de Girona.